# Шарифов, Хомиддин Хасанович
Хомиддин Хасанович Шарифов (тадж. Шарифов Ҳомиддин Ҳасанович; 15 июня 1947, село Саталмуш Балджуванского района — 30 августа 2007, Таджикистан) — таджикский государственный деятель. Министр внутренних дел Республики Таджикистан (1996—2006). Генерал-полковник.

## Биография
Родился 15 июня 1947 года в селе Сатталмуш Бальджуванского района в семье рабочего. В 1966 году окончил Кулябское педагогическое училище и поступил на юридический факультет Таджикского государственного университета.
С 16 сентября 1971 года работал следователем отдела внутренних дел Яванского района. В его первом служебном рапорте, который давал начальник ОВД майор милиции Назарамонов, через полгода работы, в марте 1972 года, подчеркивается: «…показывает себя положительно и добросовестно относится к работе… За короткий срок закрыл 21 уголовное дело, оконченное и направленное в суд, так, что ни одно из них не вернулось».
С 28 января по 13 февраля 1974 года проходил стажировку в Волгограде на факультете МВД СССР в области расследования хищений государственного имущества.
С 23 мая 1975 года по 15 апреля 1976 года работал главным следователем, затем был избран на должность председателя Народного суда Яванского района. В течение почти двух десятилетий работал на различных должностях данного суда.
Министр внутренних дел Республики Таджикистан (31 октября 1996 — 6 ноября 2006).
После ухода с должности министра внутренних дел, в 2007 году Хомиддин Шарифов был избран представителем Народно-демократической партии Таджикистана[где?] от избирательного округа № 37 города Куляб. Работал там до своей кончины.

## Семья
У Хамиддина Шарифова было 9 детей — четыре сына и пять дочерей.

## Награды
- Орден Исмоили Сомони 2-й степени (2006)
- Орден Петра Великого 1-й степени (2006, от Российской Федерации)
- 13 медалей